# Loughor Castle
Loughor Castle (walisisch Castell Llwchwr) ist eine Burgruine in Wales. Die als Scheduled Monument geschützte Ruine wurde auf den Ruinen eines römischen Kastells errichtet und liegt am Rand der Stadt Loughor.

## Geschichte

### Römisches Kastell
Um 75 gründeten Legionäre der Legio II Augusta das Kastell Leucarum an der Mündung des River Loughor in den Bristol Channel. Das kleine Kastell diente zur Bewachung der Straße von Viroconium nach Moridunum, der Hauptstraße durch Südwales, die hier in einer Furt den Loughor River überquerte.
Das kleine Kastell hatte einen rechteckigen Grundriss und war mit Erdwällen und Palisaden geschützt, die später durch eine verputzte Mauern ersetzt wurden. Das Fort wurde um die Mitte des 2. Jahrhunderts verlassen, aber im späten 3. und frühen 4. Jahrhundert wiederbesetzt, bevor es endgültig aufgegeben wurde.

### Mittelalterlicher Ringwall
Nach 1106 errichtete der anglonormannische Ritter Henry de Viliers im Auftrag von Henry de Beaumont, dem ersten anglonormannischen Lord of Gower eine Burg auf den Ruinen des römischen Kastells. Die Lage an der Mündung des Loughor River war strategisch sehr bedeutend und kontrollierte den Zugang von den walisischen Fürstentümern zur anglonormannisch beherrschten Halbinsel Gower.
Während des walisischen Aufstands nach dem Tod des englischen Königs Heinrich I. fand zwischen Loughor und Swansea eine Schlacht zwischen Walisern und Anglonormannen statt. Die Anglonormannen wurden entscheidend geschlagen, angeblich fielen 500 ihrer Kämpfer. 1151 wurde die Burg bei einer erneuten walisischen Rebellion von dem walisischen Fürsten Rhys ap Gruffydd von Deheubarth niedergebrannt. Der Lord of Gower übernahm nun selbst die Burg. Neben der Burg war bereits eine erste Siedlung entstanden, für die Henry de Neubourg, ein Sohn Henry de Beaumonts, eine Kirche stiftete. Die wiederaufgebaute Burg fiel 1184 mit der Herrschaft Gower an die Krone. 1203 vergab König Johann Ohneland Gower an William de Braose. Nach dem Sturz Braoses 1208 geriet die Burg wieder unter königliche Verwaltung und wurde 1215 erneut von den Walisern unter Rhys Gryg niedergebrannt. 1219 erhielt John de Braose, ein Enkel Williams die Burg, unter ihm wurde vermutlich eine steinerne Ringmauer errichtet. Sein Sohn und Nachfolger William de Braose, 1. Baron Braose war ab den 1250er Jahren in langjährige Grenzkonflikte mit dem benachbarten walisischen Lord von Dinefwr Rhys Fychan verwickelt. Unter dem Eindruck dieser Grenzkonflikte wurde vermutlich in der zweiten Hälfte des 13. Jahrhunderts der steinerne Wohnturm errichtet. Nachdem der englische König Eduard I. zum Ende des 13. Jahrhunderts Wales erobert hatte, verlor die Burg rasch ihre Bedeutung. 1302 vergab der 2. Baron Braose sie noch an seinen Verwalter John Iweyn. Nachdem dieser während des Aufstands der Barone gegen Hugh le Despenser 1321 als Despensers Sheriff in Swansea hingerichtet worden war, wurde die Burg nicht mehr vergeben und verfiel.

### Vom Ende des Mittelalters bis heute
In einer Beschreibung von 1587 wird die Burg als verfallen geschildert. Im 18. Jahrhundert wurde die Turmruine als Bienenstock genutzt, im 19. Jahrhundert war die Burg eine efeuüberwucherte Ruine. In den 1940er Jahren stürzte die südöstliche Ecke des Wohnturms ein. 1946 wurde die Ruine dem Ministry of Works übergeben, das Sicherungsmaßnahmen durchführte. Dessen Nachfolgeamt, das Ministry of Public Building and Works führte zwischen 1969 und 1971 sowie 1973 Ausgrabungen in der Ruine durch.
Heute liegt die Ruine in einem kleinen, 1 ha großen Park, der von moderner Wohnbebauung umgeben ist. Südlich der Burg verläuft die Schnellstraße A484. Die Burg wird von Cadw verwaltet. Da die frei zugängliche Ruine öfter Ziel von Vandalismus wurde, ist der Zugang zur Ruine zurzeit gesperrt, die deshalb nur aus der Entfernung zu besichtigen ist.

## Anlage
Von dem alten Römerkastell sind nur noch geringe Geländespuren erhalten. Die mittelalterliche Burg wurde als Ringwall in der südöstlichen Ecke des römischen Kastells errichtet, wobei Teile der römischen Wälle für die Anlage der neuen Burg verwendet wurden.
Die Ruine besteht aus dem ovalen, etwa 20 mal 30 m großen Ringwall. Der einst umgebende Graben ist nur noch unvollständig erhalten. Der Ringwall war durch eine niedrige steinerne Ringmauer bekrönt, von der aber nur die Reste der Fundamente erhalten sind. An der westlichen Seite des Walls befindet sich die Ruine des schlichten Wohnturms aus dem späten 13. Jahrhundert. Der Turm hat eine Grundfläche von 7 mal 8 m und hatte über dem Kellergeschoss zwei Wohngeschosse, die jeweils einen Raum enthielten. Die beiden Wohnräume waren jeweils mit Fenstern, einem Kamin und einer Latrine ausgestattet. In dem vor der Westseite des Turms liegenden Trümmerstück ist noch die Wendeltreppe erkennbar, die einst die beiden Wohngeschosse miteinander verband. Direkt südlich des Turms befand sich das Burgtor. In der kleinen Fläche innerhalb des Ringwalls können nur wenige kleinere Gebäude gestanden haben, vermutlich gehörte zu der Burg eine Vorburg, von der aber keine Reste erhalten sind.